# Habilitats per a la vida
L'Organització Mundial de la Salut, el 1999, defineix les habilitats per a la vida o competències psicosocials com “l'habilitat d'una persona per enfrontar-se reeixidament a les exigències i desafiaments de la vida diària”.

## Categories
Les habilitats per a la vida proposades per l'Organització Mundial de la Salut en 1993, són les següents:
1. Autoconeixement: reconeixement de la nostra personalitat, característiques, idiosincràsia, fortaleses, febleses, aspiracions, expectatives, etc.
2. Empatia: capacitat per posar-se en el lloc d'una altra persona i des d'aquesta posició captar els seus sentiments.
3. Comunicació efectiva o assertiva: habilitat per expressar-se de manera apropiada al context relacional i social en el qual es viu.
4. Relacions interpersonals: competència per interactuar positivament amb les altres persones.
5. Presa de decisions: capacitat per construir racionalment les decisions quotidianes de la nostra vida.
6. Solució de problemes i conflictes: destresa per afrontar constructivament les exigències de la vida quotidiana.
7. Pensament creatiu: utilització dels processos de pensament per buscar respostes innovadores als diversos desafiaments vitals.
8. Pensament crític: capacitat per analitzar amb objectivitat experiències i informació, sense assumir passivament criteris aliens.
9. Maneig d'emocions i sentiments: reconeixement i gestió positiva del nostre món emocional.
10. Maneig de la tensió i l'estrès: capacitat per reconèixer les nostres fonts de tensió i actuar positivament per al seu control.

## Iniciativa internacional
La iniciativa original de l'Organització Mundial de la Salut d'impulsar l'educació en Habilitats per a la Vida en escoles i col·legis, va sorgir del reconeixement que, a causa dels canvis culturals i en els estils de vida, amb freqüència les nenes, nens i joves d'avui no estan suficientment equipats amb les destreses necessàries per enfrontar els enormes desafiaments i pressions del món contemporani.
Cap a principis de la dècada dels noranta, la Divisió de Salut Mental de l'Organització Mundial de la Salut va començar a difondre els materials informatius i educatius dissenyats per recolzar i promoure internacionalment l'educació en Habilitats per a la Vida a les escoles i col·legis. La proposta inicial de l'OMS va consistir en el grup de les deu habilitats esmentades anteriorment.
Aquest grup de deu Habilitats per a la Vida, són fonamentalment destreses que li serveixen a les persones per relacionar-se millor amb si mateixes, amb les altres persones i amb l'entorn, per la qual cosa pot dir-se que l'educació en Habilitats per a la vida és un estil d'educació que es @centrar els aspectes més personals, humans i subjectius de l'individu, sense descurar el paper de la interacció col·lectiva que contribueix a configurar el seu acompliment personal i social.

## Aplicació en les institucions educatives
L'enfocament a l'educació en Habilitats per a la vida en els col·legis, consisteix en el disseny de currículums integrals en els quals l'ensenyament d'aquestes habilitats faci part dels programes escolars d'educació per a una vida saludable, en combinació amb altres intervencions i mesures, orientades al millorament de les condicions de salut i benestar i les oportunitats per a l'aprenentatge i el desenvolupament humà d'estudiants i altres membres de les comunitats educatives, que contribueixin a la promoció del desenvolupament personal i social, la protecció dels drets humans i la prevenció de problemes socials i de salut.
L'educació en Habilitats per a la vida segueix sent un camp molt actiu de la pràctica i la recerca educatives en diferents regions del món. En el context més proper dels països d'Amèrica Llatina i el Carib, per exemple, a Barbados, Xile, Colòmbia i Costa Rica des de fa diversos anys es treballa a l'educació en Habilitats per a la vida com un component important dels programes de salut escolar i les activitats d'educació per a la salut de les Escoles Promotores de la Salut.
L'enfocament d'educació en habilitats per a la vida ha mostrat la seva eficàcia en l'abordatge educatiu de continguts que, sense ànim d'exhaustivitat, podem xifrar en els següents:
- Desenvolupament de l'autonomia personal i la inclusió social
- Promoció de comportaments prosocials
- Foment de la igualtat entre homes i dones
- Educació afectivosexual
- Solució negociada de conflictes de convivència
- Abús de drogues
- Enfrontament de situacions de violència